# Втеча з СРСР Пирогова і Барсова
Втеча з СРСР Пирогова і Барсова — втеча з СРСР на Захід 9 жовтня 1948 року двох радянських військових льотчиків з викраденням військового літака, один з епізодів початкового етапу радянсько-американського протистояння в холодній війні.

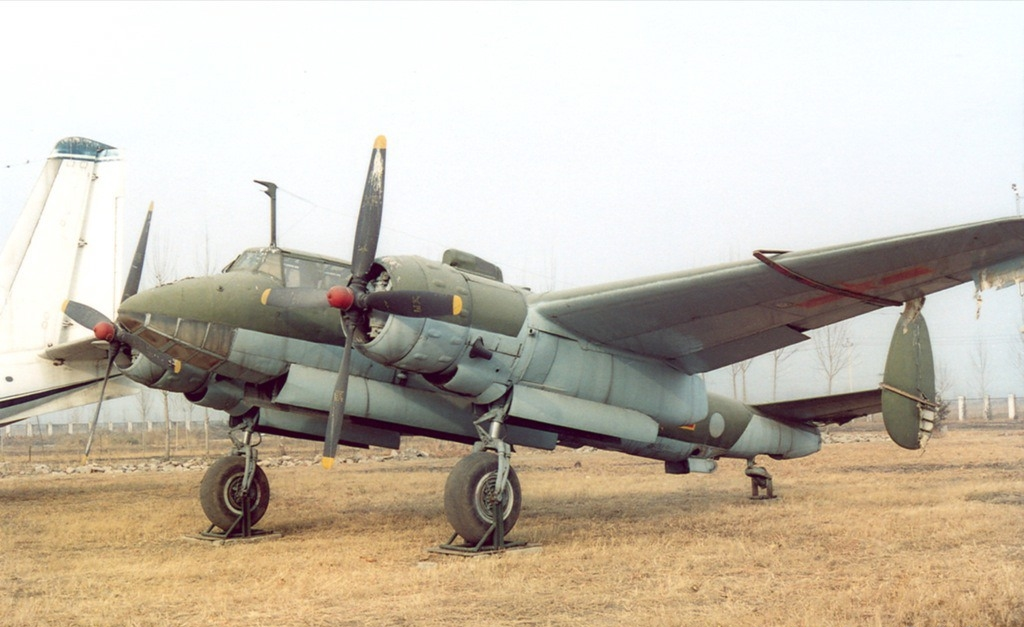
Бомбардувальник Ту-2

Два радянських військових льотчики, обидва учасники німецько-радянської війни, які були відзначені державними нагородами, здійснили перегін бомбардувальника Ту-2 з радянської військової бази «Коломия» в Австрію.
Втеча виявила серйозні проблеми морально-політичного та дисциплінарного характеру в радянській авіації, військах і суспільстві в цілому, про які завдяки втікачам стало відомо на Заході. Випадок втечі отримав широкий розголос і висвітлення в пресі як сенсаційна подія, що понад рік висвітлювалася в пресі США і країнах Західної Європи. Книга спогадів Пирогова «Чому я втік», що оповідає про війну, життя в СРСР і причини їх втечі, стала бестселером і витримала кілька видань у США і Великій Британії, отримавши високу оцінку західних публіцистів і літературних критиків.
Незабаром після приземлення на зустріч до них прибули представники Верховного комісара в Австрії від СРСР генерала армії В. В. Курасова, які запропонували льотчикам добровільно повернутися назад. У літаку з ними летів третій член екіпажу — бортовий стрілок в сержантському званні, якому повідомили про справжню мету польоту вже у повітрі і який після бесіди з представниками Курасова виявив бажання негайно повернутися в СРСР. Пирогов і Барсов були попереджені про відповідальність, але повертатися відмовилися. Представники американської влади в Німеччині надали їм політичний притулок.